# Per-Olof Granbom
Per-Olof Granbom, folkbokförd Per Olof Torbjörn Granbom, född 30 januari 1943 i Stensele församling, Västerbottens län, död 2012, var en svensk ämbetsman.
Granbom var son till en rallare, föddes i ett stationshus på Inlandsbanan mellan Storumans municipalsamhälle och Sorsele i Västerbotten  och arbetade i järnvägssektorn från 1964 då han fick anställning vid Statens Järnvägar. Efter att ha varit tjänstledig för studier avlade han 1972 civilingenjörsexamen vid Kungliga Tekniska Högskolan, KTH. Han arbetade på Banverket från dess bildande 1988 fram till sin pensionering 2008.
Han var ställföreträdande generaldirektör på Banverket från 1998 och tillförordnad generaldirektör från 2005, då hans företrädare Bo Bylund utsågs till chef för Arbetsmarknadsstyrelsen. Granbom var generaldirektör för Banverket 2006–2008.